# Канаш Камзин (село)
Канаш Камзин (каз. Қанаш Қамзин, до 2023 года — Жолкудук) — село в Павлодарской области Казахстана. Находится в подчинении городской администрации Аксу. Административный центр сельского округа «Канаш Камзин». Код КАТО — 551649100.

## История
Село было основано в 1904 году на урочище Жолкудук. В 1932 году на базе колхозов «Ленин жолы» и других был создан овоще-молочный совхоз «Жолкудук». С 1966 года Жолкудук был центральной усадьбой совхоза имени Канаша Камзина.

## Население
В 1985 году в селе жили 1836 человек, 1999 году население села составляло 2013 человек (987 мужчин и 1026 женщин). По данным переписи 2009 года, в селе проживало 1647 человек (819 мужчин и 828 женщин).

## Известные личности
- Камзин, Канаш (1919—1944) — уроженец села, лейтенант, Герой Советского Союза (посмертно).
- Кабылбеков, Мажен Кабылбекович (1923—1999) — Герой Социалистического Труда.